# NGC 944
NGC 944 (другие обозначения — IC 228, MCG -3-7-16, IRAS02242-1444, PGC 9300) — галактика в созвездии Кит.
Этот объект входит в число перечисленных в оригинальной редакции «Нового общего каталога».
Во втором Индекс-каталоге было исправлено значение прямого восхождения объекта. Однако Стефан Жавел успел заново открыть NGC 944 до того, как поправка была сделана, и галактика была ещё раз записана в каталог как IC 228. Но, по мнению Гарольда Корвина, даже если поправки не было бы, зарисовки и примечания Фрэнка Ливенворта ясно показали бы, несмотря на неправильные координаты, что он открыл тот же объект, который наблюдал Жавел 5 лет спустя.